# I Am the Night
I Am the Night (рус. Я — ночь) — третий студийный альбом американской группы Pantera, был выпущен в 1985 году на лейбле Metal Magic.

## Об альбоме
Этот альбом последний с Терри Глэйзом. Альбом, как и два предыдущих альбома, выдержан в стиле глэм-метал. В США альбом разошёлся тиражом в 25 тыс. копий.

## Список композиций
Слова и музыка всех песен — Pantera.
| №  | Название                 | Длительность |
| -- | ------------------------ | ------------ |
| 1. | «Hot and Heavy»          | 4:06         |
| 2. | «I Am the Night»         | 4:27         |
| 3. | «Onward We Rock»         | 3:56         |
| 4. | «D*G*T*T*M»              | 1:43         |
| 5. | «Daughters of the Queen» | 4:16         |

| №   | Название            | Длительность |
| --- | ------------------- | ------------ |
| 6.  | «Down Below»        | 2:49         |
| 7.  | «Come-On Eyes»      | 4:13         |
| 8.  | «Right on the Edge» | 4:06         |
| 9.  | «Valhalla»          | 4:05         |
| 10. | «Forever Tonight»   | 4:10         |

## Участники записи
- Винни Пол (под именем Винс Эбботт) — барабаны
- Терри Глэйз — вокал
- Даймбэг Даррелл (под именем Даррелл Эбботт) — гитара
- Рекс Браун (под именем Рекс Рокер) — бас